# Avenida Epifanio de los Santos
La avenida Epifanio de los Santos (en filipino: Abenida Epifanio de los Santos), conocida comúnmente por su acrónimo en inglés EDSA, es una autopista de circunvalación de acceso limitado que rodea Manila (capital de Filipinas) por medio de su zona metropolitana. Es la principal artería del tráfico rodado en la Gran Manila (Manila metropolitana), uniendo seis de las diecisiete regiones de la capital (de norte a sur): Caloocan, Ciudad Quezon, San Juan, Mandalúyong, Macati y Pásay. La carretera conecta la Autopista del Norte de Luzón en el Intercambio de Balintawak con la Autopista del Sur de Luzón en el Intercambio de Magallanes, también con el mayor distrito financiero de Macati, el Distrito Empresarial Central, el Centro Ortigas y el Centro Araneta. Es la autopista más larga y congestionada de la capital, con una extensión de unos 23,8 kilómetros. La avenida lleva su nombre de Epifanio de los Santos, un historiador y académico filipino.

## Estructura
Toda la carretera forma parte del sistema Carretera de Circunvalación 4 (C-4), una red de carreteras y puentes que actúa como la cuarta circunvalación de la ciudad de Manila. También es un componente de la N1 (AH26) de la red de autopistas de Filipinas. Las ubicaciones alrededor de la avenida han estado marcadas por el gran crecimiento económico e industrial, probado por el hecho de que todos menos 2 centros industriales en la Metrópoli son directamente accesibles desde esta vía pública. El crecimiento económico de las áreas alrededor de la avenida agrega un volumen significativo de tráfico de la misma, y en las estimaciones recientes, un promedio de 2,34 millones de vehículos lo recorren todos los días. EDSA es una calzada de doble carril, que a menudo consta de 12 carriles, 6 en cada dirección, con el ferrocarril elevado de la línea 3 del Sistema de Tránsito de Tren Ligero de Manila a menudo sirve como su mediana. EDSA no es una autopista como tal, pero la normativa de tráfico y los límites de velocidad se implementan estrictamente para los vehículos que pasan a lo largo de ella. Es operada por la Autoridad de Desarrollo de Metro Manila y es mantenida y constantemente reparada por el Departamento de Obras Públicas y Carreteras.

## Historia
La carretera se comenzó a construir en la década de 1930 y fue terminada  en 1940, dos años antes de la ocupación japonesa. Fue inaugurada oficialmente por las autoridades filipinas en 1946, tras el fin de la ocupación japonesa y durante el segundo periodo de la ocupación estadounidense del archipiélago, en el último año de la administración de la Mancomunidad Filipina, antes de inaugurarse la Tercera República. 

### Revolución EDSA
La autopista fue el lugar más característico de la sprotestas durante la Revolución del Poder del Pueblo de 1986 contra el dictador Marcos, por lo que se conoce con el sobrenombre de EDSA a la revolución, en referencia a la autopista (a veces en español se ha referido como AEDS, pero no es mayoritario, usándose también el acrónimo inglés).

## En la cultura popular
EDSA fue el lugar de grabación del videoclip de la canción 20/20 de la banda filipina de rock, Pupil. Esta canción fue hecha para la concienciación sobre el consumo de MDMA en el país.
EDSA aparece en la película The Bourne Legacy. Algunas partes de la carretera que van desde el intercambiador de Magallanes a la avenida Taft se presentaron en una persecución en la que Aaron Cross, interpretado por Jeremy Renner, salta desde la pasarela de la avenida Taft a un autobús en marcha. Además, cada 25 de febrero, el día de la Revolución del Poder Popular de EDSA, las estatuas del Monumento del Poder Popular en el cruce con White Plains son repintadas y se colocan banderas amarillas en sus manos, para conmemorar el éxito revolución.
EDSA también se usa continuamente en campañas políticas por parte de varios políticos, particularmente aquellos que estuvieron involucrados en la Revolución EDSA como Joseph Estrada y Benigno Aquino III.